# Episodi di The Spoils Before Dying
La prima stagione della serie televisiva The Spoils Before Dying è stata interamente trasmessa sulla rete televisiva IFC dall'8 al 10 luglio 2015.
| nº | Titolo originale   | Titolo italiano | Pubblicazione originale | Pubblicazione Italia |
| -- | ------------------ | --------------- | ----------------------- | -------------------- |
| 1  | Murder in B Flat   | -               | 8 luglio 2015           | -                    |
| 2  | Blues for Barnaby  | -               | 8 luglio 2015           | -                    |
| 3  | That's Jazz        | -               | 9 luglio 2015           | -                    |
| 4  | Fear Steps In      | -               | 9 luglio 2015           | -                    |
| 5  | The Trip Trap      | -               | 10 luglio 2015          | -                    |
| 6  | The Biscuit Eaters | -               | 10 luglio 2015          | -                    |